# Friaul

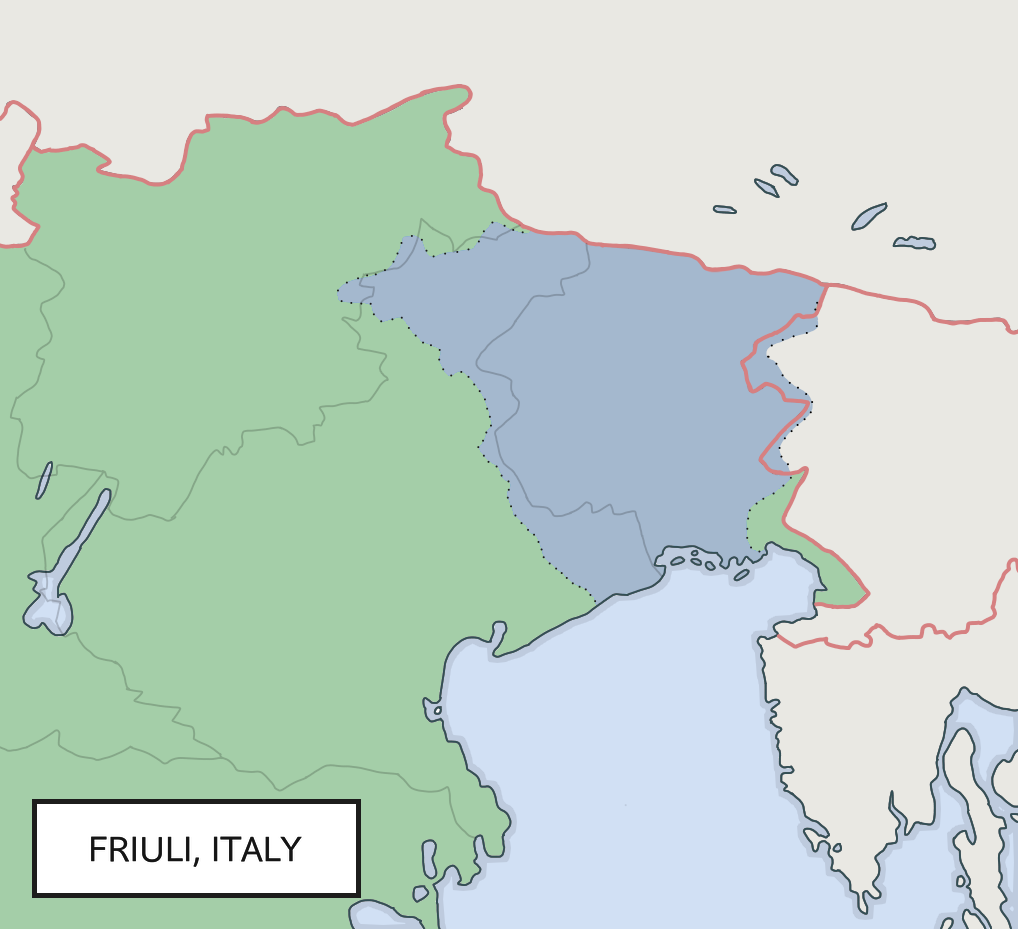
Lage von Friaul (graublau eingefärbt)

Friaul (IPA: [fʁiˈaʊ̯l], anhörenⓘ, auch mit bestimmtem Artikel verwendet, also das Friaul; furlanisch Friûl, italienisch Friuli, slowenisch Furlanija) ist eine Landschaft im Nordosten Italiens um die Stadt Udine und bildet den Großteil der autonomen Region Friaul-Julisch Venetien. Die Landschaft umfasst die ehemaligen Provinzen Udine, Pordenone und Gorizia. Auch elf Gemeinden der Metropolitanstadt Venedig zählen zum historischen Friaul, gehören aber politisch zur Region Veneto.
In den meisten Gemeinden spricht man die friaulische Sprache.

## Name
Der Name Friaul leitet sich vom Namen der Stadt Forum Iulii, des heutigen Cividale, ab, die durch Gaius Iulius Caesar zur Handelsstadt erhoben wurde. Die später langobardische Stadt wurde nach der Eroberung durch die Franken in Civitas Austriae umbenannt, aber der alte Name der Stadt hatte sich in abgewandelter Form als Bezeichnung der Region durchgesetzt.

## Geografie
Friaul liegt zwischen Venetien im Westen, den Karnischen Alpen im Norden (Grenze zu Kärnten), der Republik Slowenien im Osten und der Adriaküste im Süden. Das zur Hälfte gebirgige Land am Rand der Südalpen geht im Westen in die norditalienische Tiefebene über.
Hauptflüsse sind der Isonzo/die Soča und der Tagliamento, die nahe der Adria sehr breite Schotterbetten (Torrentes) haben – Sedimente aus den Kalkalpen im Norden.
In die Alpen führt eine Dolomitenstraße und die Hauptroute nach Österreich, das Canal del Ferro und Val Canale (Kanaltal), mit seinen Steilwänden und malerischen Ortschaften, deren Namen wie Chiusaforte, Pontebba und Malborghetto zugleich geographische Eigenheiten der Landschaft beschreiben. Im Westen des Kanaltals, am obersten Tagliamento, liegt die Talregion Carnia (Karnien) mit Tolmezzo, die gegen das Belluneser Cadore hin führt. Am Ursprung des Kanaltals im Nordosten der Region, beim Dreiländereck Italien–Österreich–Slowenien, liegt die alte Handelsstadt Tarvisio (deutsch Tarvis) und die Wasserscheide zu den Donauländern: zum breiten Drautal (Tauernautobahn, Villach) und zur Savequelle am 2863 m hohen Triglav in den Julischen Alpen. Gleich jenseits der Grenze liegen der Wintersportort Kranjska Gora und die Quelle des Isonzo (in Slowenien Soča genannt). Von dort zieht sich das Dolina Soče (Sočatal), durchwegs tief eingeschnitten, durch Slowenien wieder gegen den Alpenrand hin. Der ganze slowenische Teil von Friaul nennt sich Goriška.
In der Küstenebene der oberen Adria liegen die großen furlanischen Städte, der Zentralort Udine, die alte Stadt Aquileia, Grado, Lignano und Triest an der Küste, Monfalcone, Cervignano del Friuli und Palmanova, Gradisca d’Isonzo und Gorizia/Nova Gorica am Isonzo, Cividale del Friuli, Tricesimo, Tarcento, Gemona, und Pordenone und Portogruaro gegen Venetien hin.

## Geologie
Friaul liegt in einem tektonisch unruhigen Gebiet. Am 6. Mai und 15. September 1976 ereigneten sich im friulanischen Zentralraum um Gemona und Venzone zwei starke Erdbeben; jenes im Mai forderte rund 1000 Todesopfer. Der Dom von Gemona wurde erheblich beschädigt, der von Venzone vollständig zerstört. Das nahe Udine blieb dagegen fast unversehrt, wobei das zweite Beben im Herbst hier größeren materiellen Schaden anrichtete als das Beben zuvor im Frühjahr. In Friaul lag auch das Epizentrum des Erdbebens von 1348, das auch Schäden in Österreich auslöste, sowie den Bergsturz des Dobratschs bei Villach.
Ursache dieser Beben ist die langsame Bewegung der Afrikanischen Platte und des von ihr abgespaltenen Adriadorns nach Norden. Deren Druck auf die Europäische Platte kann sich über einige Jahrzehnte aufstauen und dann plötzlich entladen. Diese Krustenbewegungen manifestieren sich besonders im Norden und Nordosten von Friaul an den geologischen Störungen der Periadriatischen bzw. Save-Linie.

## Sprachen
In der Region wird Furlanisch gesprochen, das dem Ladinischen näher steht als dem Italienischen. Außerdem gibt es eine slowenische Minderheit in Tarvis (Trbiž), Malborghetto (Naborjet), Pontebba (Tablja, furlanisch Pontafe), Görz (Gorica, furlanisch Gurizie) und um Udine (Videm, furlanisch und deutsch Udin). Daneben bestehen einige deutschsprachige Enklaven, vor allem im Kanaltal bei Tarvis, in Pladen, in Sauris (zimbrisch Zahre) und in Timau (zimbrisch Tischlwang).

## Geschichte

Historische Flagge des Friauls

Nach den Wirren der Völkerwanderungszeit war Friaul ab dem Jahr 586 ein langobardisches Herzogtum (siehe auch Herzogtum Friaul), das im 9. Jahrhundert zu einer Mark des Frankenreiches wurde. Im Spätmittelalter stand der größte Teil des Landes unter der Herrschaft des Patriarchen von Aquileia, bis es 1420 von Venedig erobert wurde, dessen Geschichte es bis 1794 teilt. Ein Teil im Osten fiel dagegen an die Grafen von Görz, von denen es um 1500 an die Habsburger kam. Dort hieß das Kronland Görz und Gradisca.
Im Frieden von Campo Formio (auch Campoformido geschrieben, friulanisch: Cjampfuarmit) wurde das gesamte Gebiet 1797 österreichisch und innerhalb der österreichischen Monarchie 1815 Teil des Lombardo-Venezischen Königreichs. Nach dem Dritten Italienischen Unabhängigkeitskrieg 1866 wurde der größte Teil dem neu gegründeten Königreich Italien angegliedert, der Rest 1919 nach dem Ersten Weltkrieg.
Nicht zu Friaul gehörte das 1919 mit dem Vertrag von Saint-Germain an Italien gefallene deutsch- und slowenischsprachige Kanaltal, bis dahin ein Teil Kärntens. 1933 betrug der Bevölkerungsanteil der Italiener im Kanaltal elf Prozent, heute stellen sie die Mehrheit.
Seit 1963 besitzt die Region Friaul-Julisch Venetien Autonomiestatut.
Im Jahre 2017 gründete sich der Pakt für die Autonomie.

## Söhne und Töchter
- Paulus Diaconus (725/730–797/799), langobardischer Geschichtsschreiber und Mönch
- Thomasîn von Zerclaere (* um 1186; † vermutlich 1238), Verfasser des mittelhochdeutschen Gedichtes „Der wälsche Gast“
- Jacob Nicolaus Craigher de Jachelutta (1797–1855), österreichischer Dichter und Übersetzer
- Tina Modotti (1896–1942), Schauspielerin, Fotografin und Revolutionärin
- Afro Basaldella (1912–1976), italienischer Maler
- Boris Pilato (1914–1997), deutscher Tänzer, Choreograf und Ballettdirektor.
- Pier Paolo Pasolini (1922–1975), italienischer Filmregisseur, Dichter und Publizist
- Enzo Bearzot (1927–2010), italienischer Fußballspieler und -trainer
- Dino Zoff (* 1942), italienischer Fußballtorwart und -trainer
- Helmut Tributsch (* 1943), deutscher Naturwissenschaftler
- Fabio Capello (* 1946), italienischer Fußballspieler und -trainer
- Hans Kitzmüller (* 1945), italienisch-österreichischer Universitätsprofessor, Verleger, Schriftsteller und Weinbauer
- Dj Tubet (* 1982), italienischer Rapper, der auf Friaulisch und Italienisch singt

### Reiseliteratur
- Eva Bakos, Gerold Jung: Friaul – Triest – Venetien, Land hinter dem Strand. Richtig reisen; DuMont Buchverlag, Köln 1985, ISBN 3-7701-1712-3.
- Evelyn Rupperti: Friaul – Julisch Venetien. Das Große Reisehandbuch. Carinthia, Wien/Graz/Klagenfurt 2006, ISBN 3-85378-593-X.
- Kurt F. Strasser, Harald Waitzbauer: Über die Grenzen nach Triest. Wanderungen zwischen Karnischen Alpen und Adriatischem Meer. Böhlau, Wien/Köln/Weimar 1999.
- Andrea C. Theil, Christoph Ulmer, Klaus Zimmermann: Friaul und Triest. DUMONT Kunstreiseführer; DuMont Reise Verlag, Ostfildern 2006 (3. aktualisierte Auflage), ISBN 3-7701-6613-2.
- Herbert Voglmayr: Friaul. Auf historischen Spuren zu großen Weinen. Verlag 55PLUS, Wien 2005, ISBN 3-902441-11-9.
- Aldo Rizzi: Friuli Venezia Giulia. Electa, Milano 1979.

### Geschichte
- Gian Carlo Menis, Aldo Rizzi: Friaul lebt 2000 Jahre Kultur im Herzen Europas. Herder Verlag GmbH, Freiburg 2000.
- Harald Krahwinkler: Friaul im Frühmittelalter. Geschichte einer Region vom Ende des fünften bis zum Ende des zehnten Jahrhunderts, Wien/Köln 1992.
- Carlo Ginzburg: Der Käse und die Würmer. Die Welt eines Müllers um 1600. Berlin 1990 (Originalausg. 1976).
- Uwe Ludwig: Zwischen Österreich, Venedig und Ungarn. Die „Chronik von Valvasone“ als Zeugnis der Geschichte Friauls im späten Mittelalter. In: Quellen und Forschungen aus italienischen Archiven und Bibliotheken. Band 89, 2009, S. 113–182 (online).